# Serapeum van Saqqara

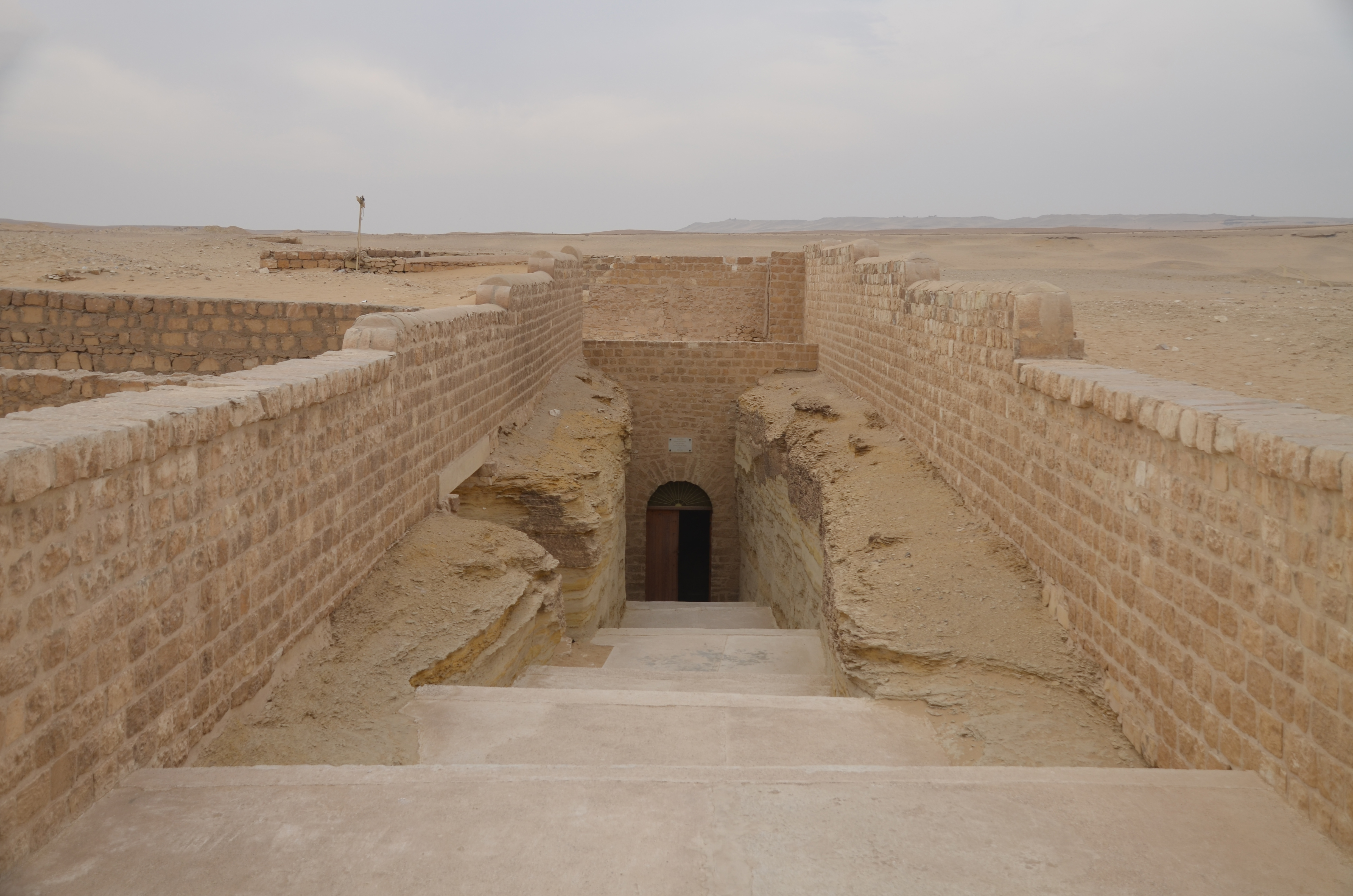
Ingang van het Serapeum

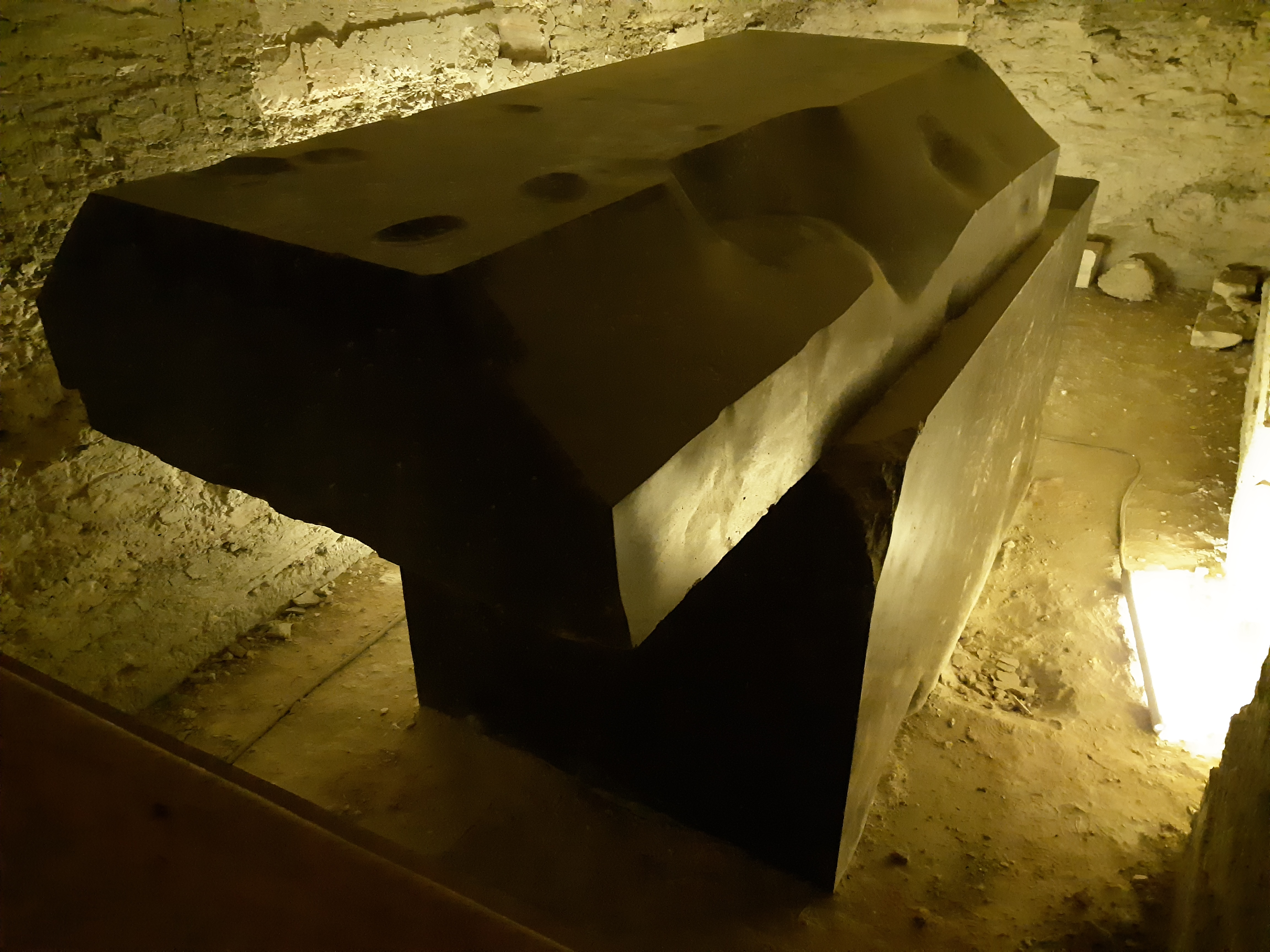
Sarcofaag in het Serapeum van Saqqara, de necropolis bij Memphis

Het Serapeum (in het Grieks: Serapeion) van Memphis is de tempel die gewijd was aan de syncretische god Serapis. In Alexandrië bestond er eveneens een Serapeum, maar dit was pas ontstaan in de Hellenistische tijd en had veel meer een Grieks karakter. De tempel bij Memphis is vooral gekend omwille van zijn begraafplaats voor de Apis-stieren.

## Bouwgeschiedenis
Het Serapeum bevond zich net buiten het vruchtbare Nijldal op de westrand van de woestijn. De tempel was in de Ptolemaeische periode een belangrijk cultureel centrum, maar de oudste restanten van de tempel dateren al uit de veertiende eeuw v.Chr. De tempel was vanaf de achttiende dynastie in gebruik en in de onderaardse gewelven is de zoon van Ramses II, Chaemwase begraven. Later werd de er in de tempel de syncretische god Osorapis (Osiris en Apis) vereerd. Psammetichus I zorgde voor een restauratie van de tempel en Nectanebo I vergrootte de tempel met onder andere een mortuarium voor de gestorven Apisstieren. In de Hellenistische tijd werd naast Apis ook Serapis grotendeels aanbeden naast verschillende andere goden. In de Romeinse tijd verloor het Serapeum steeds meer aan belang en werden enkel de fundamenten gespaard van vernieling. De tempel raakte helemaal bedolven onder het zand tot Auguste Mariette, een van de eerste egyptologen, de tempel opgroef.

## Architectuur
Om ons een beeld te scheppen van de tempel zijn we onder andere aangewezen op schriftelijke bronnen. De Griekse geograaf en historicus Strabo leert ons het volgende over het uitzicht van de tempel.
Strabo, Geografie, XVII, I, 32: Er is ook een Serapeum (bij Memphis), op een plaats die zo zanderig is dat er door de wind duinen van zand worden opgehoopt. Daaronder zijn de sfinxen die ik gezien heb soms wel tot aan het hoofd bedolven, anderen waren nog voor de helft zichtbaar.
De tempel was omgeven door een muur van driehonderd op driehonderd meter. Binnen deze muur stonden naast de Osorapis-tempel verschillende tempels voor andere goden zoals Isis, Horus, Amon, Thoth en Astarte. In het oosten bevond zich de toegangspoort met een dromos. Aan het begin van deze dromos stond er een apsis met elf beelden van Griekse dichters en wijsgeren. Tegenover deze beelden eindigde een sfinxenlaan van 1120 meter die vertrok vanuit het Anoubieion. Er moeten ongeveer vierhonderd van deze sfinxen geweest waarvan er enkele tientallen teruggevonden zijn. De sfinxen waren omgeven door een muurtje. Zoals Strabo aantoont, kon het muurtje niet genoeg bescherming bieden tegen de aanhoudende zandophopingen.
In de tempel was er plaats voor plengoffers ter ere van Asklepios, een god die nauw verbonden was met Serapis. Er zijn echter geen aanwijzingen dat er in het Serapeum een incubatieruimte voor genezing was, zoals in andere tempel voor Asklepios wel het geval was.
Tussen al deze tempeltjes was er binnen de muren van het Serapeum nog een grote ruimte die gevuld was met winkeltjes, woonhuizen en herbergen. Er was zelfs een speciale ruimte voor als de koning op bezoek kwam. Buiten de muren van het Serapeum lag een menselijke begraafplaats, maar het Serapeum van Memphis kreeg vooral bekendheid als bewaarplaats van gemummificeerde stieren. Deze stieren waren tijdens hun leven vereerd als de levende verschijning van de god Apis en ze werden volgens Herodotos uitgekozen aan de hand van enkele bijzondere kenmerken.
De stieren werden gezien als de god Apis op aarde en daarom werden ze tijdens hun leven goed verzorgd in de tempel. Bij hun dood werden ze gebalsemd en bijgezet in de begraafplaats voor stieren. De stieren werden al sinds de veertiende eeuw gehouden. Van deze stieren werden er nauwkeurige lijsten bijgehouden met de naam en de leeftijd van de stieren. In totaal zouden hier vierenzestig stieren worden begraven. De eerste stieren kregen nog een enkelvoudig graf, terwijl er later werd overgeschakeld op gemeenschappelijke begraafplaatsen. Uit de Romeinse tijd kennen we slechts één stier en de cultus van Apis nam steeds meer af tot ze helemaal verdween.

## Anoubeion
Het Anoubieion waarmee het Serapeum was verbonden richtten de Egyptenaren op ter ere van de als jakhals voorgestelde god Anubis, die de beschermgod van de balseming was. De tempel was opgericht door Amasis en later, net zoals het Serapeum, uitgebreid door Nectanebo I. Het tempeldomein had een grootte van 350 op 250 meter en zou eveneens dienst hebben gedaan als gevangenis, gastenverblijf, politiebureau en kantoor van de plaatsvervanger van de strateeg.